# Bonn (Stadtbezirk)
Bonn ist einer der vier Stadtbezirke der namengebenden Bundesstadt Bonn mit 155.235 Einwohnern (31. Dezember 2020). Er wurde im Rahmen der Gemeindereform am 1. August 1969 geschaffen und umfasst im Wesentlichen das Gebiet der bisherigen Stadt Bonn, das um die Orte Ippendorf, Röttgen, Lessenich und Buschdorf erweitert wurde. Durch diese Erweiterungen hat der Stadtbezirk eine eigentümliche Form erhalten; so wird der Stadtbezirk Hardtberg auf drei Seiten von Bonn umschlossen.
Informell ist zu hören, dies sei Bedingung für die Zustimmung der Stadt Bonn zur kommunalen Neuordnung gewesen, weil der Stadtbezirk Bonn dadurch mehr Einwohner hat als die Stadtbezirke Bad Godesberg und Beuel zusammen. Weil sich die Einwohnerzahl auf die Besetzung zahlreicher Gremien widerspiegelt, hat diese große Bedeutung für die innerstädtischen Machtverhältnisse.

## Ortsteile
- Auerberg
- Bonn-Castell (bis 2003: Bonn-Nord)
- Bonn-Zentrum
- Buschdorf
- Dottendorf
- Dransdorf
- Endenich
- Graurheindorf
- Gronau
- Ippendorf
- Kessenich
- Lessenich/Meßdorf
- Nordstadt
- Poppelsdorf
- Röttgen
- Südstadt
- Tannenbusch
- Ückesdorf
- Venusberg
- Weststadt

## Politik
Die 19 Sitze der Bezirksvertretung teilen sich wie folgt auf:
| Sitzverteilung in der Bezirksvertretung Bonn 2020Insgesamt 19 Sitze - Linke: 2 - PARTEI: 1 - SPD: 3 - Grüne: 6 - BBB: 1 - CDU: 4 - FDP: 1 - AfD: 1 Bezirksvertretungswahl 2020in Prozent %403020100 34,422,214,78,57,15,13,02,82,2 GrüneCDUSPDLinkeBBBFDPAfDPARTEISonst.Gewinne und Verlusteim Vergleich zu 2014 %p 14 12 10 8 6 4 2 0 −2 −4 −6 −8−10+12,7−5,6−8,7+1,1+2,6−2,1± 0,0+2,8−2,9GrüneCDUSPDLinkeBBBFDPAfDPARTEISonst. |

### Wappen und Flagge
Der Stadtbezirk Bonn hat ein Wappen, eine Hiss- und eine Bannerflagge. Das Wappen führte die damalige Stadt Bonn bis 1969 und seither der Stadtbezirk Bonn.

Hissflagge
Bannerflagge

| Wappen der Stadt Bonn (bis 1969) und des heutigen Stadtbezirks Bonn | Blasonierung: „Erhöht geteilt von Silber und Blau; oben ein durchgehendes geständertes Balkenkreuz, unten ein schreitender roter Löwe.“ |
| Wappen der Stadt Bonn (bis 1969) und des heutigen Stadtbezirks Bonn | |

Beschreibung der Flagge: „Die Flagge ist Rot-Blau quergestreift mit dem Wappen in der Mitte.“